# (308635) 2005 YU55
2005 YU55 — астероїд, потенційно небезпечний об'єкт, що становить 400 метрів у діаметрі, відкритий 28 грудня 2005 р. Робертом С. Мак-Міланом в Обсерваторії Стюарда, Кітт-Пік.
У лютому 2010 р. він отримав рейтинг 1 за шкалою Торіно. 19 квітня 2010 року високоточний зорієнтований радар на радіотелескопі Аресібо знизив невизначеність орбіти астероїда на 50 % і усунув будь-яку можливість зіткнення із Землею протягом наступних 100 років. 22 квітня 2010 року 2005 YU55 викреслили з Таблиці потенційних ризиків.

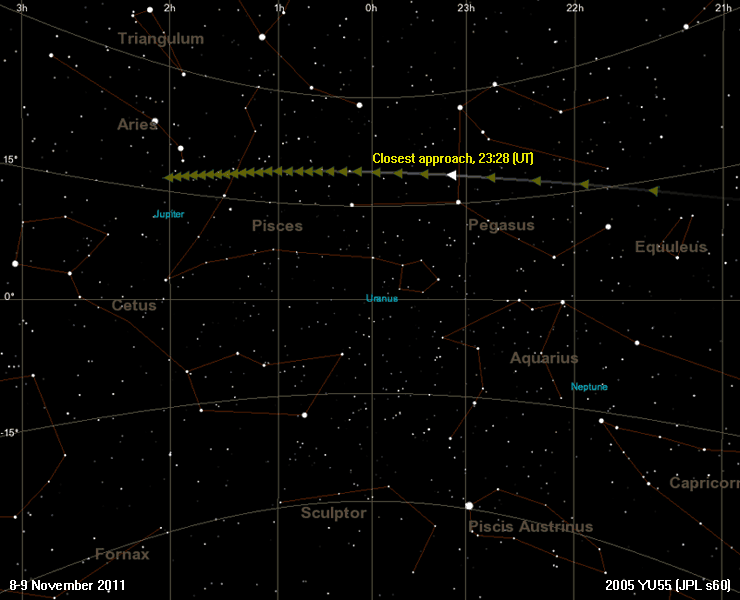
Приблизна траєкторія астероїда на нічному небі з 8 на 9 листопада 2011 року.

Максимальне зближення астероїда із Землею і Місяцем будуть відповідно 0,00217 а. о. (324 627 км) і 0,00160 а. о. (239 356 км) у 2011 році — 8 листопада о 23:28 і 9 листопада о 7:13 UT (Всесвітній час). Під час зближення астероїд досягне видимої зоряної величини +11 і може бути помічений у бінокль з об'єктивом 80 мм і більше.
19 січня 2029 р. астероїд пройде на відстані приблизно 0,0019 а. о. (280 000 км) від Венери.